# Banco Central de Turkmenistán
El Banco Central de Turkmenistán es el banco nacional de Turkmenistán. Se encuentra en el centro de Asjabad. Fue establecido en 1991 y regula el sistema bancario del país y supervisa la política financiera nacional.
Se encuentra en un edificio distintivo de gran altura. 

## Tablero
El Consejo del Banco Central de Turkmenistán está formado por un número impar de personas. Esto incluye al Gobernador, que es el presidente de la Junta y varios Vicepresidentes. Merdan Annadurdiyev es el gobernador desde enero de 2015.

## Día del caballo turcomano
En 2013, el Banco Central de Turkmenistán emitió una nueva colección de monedas conmemorativas en honor al Día del Caballo turcomano. Las monedas de oro y plata, llamadas "Caballo Akhalteke de los turcomanos", tienen un valor de $18. Los antiguos caballos Akhal-Teke, conocidos como "caballos del cielo", forman parte del patrimonio nacional de Turkmenistán, que se considera un centro internacional de cuidado de caballos.